# The Greatest View
The Greatest View är en låt av Silverchair. Låten återfinns på albumet Diorama från 2002, och finns även på singel. Singeln nådde nummer 3 på topplistan i Australien, och nummer 4 på topplistan i Nya Zeeland. I England nådde den endast nummer 85 på topplistan, och i USA nådde singeln nummer 36.